# Pedro José Pidal
Pedro José Pidal y Carniado (Villaviciosa, 25 de noviembre de 1799 - Madrid, 28 de diciembre de 1865), i marqués de Pidal y vizconde de Villaviciosa, fue un político, medievalista, historiador, crítico literario y diplomático español, ministro de la Corona, senador, embajador ante la Santa Sede, director de la Real Academia de la Historia y también académico de la Real Academia Española, benefactor del Real Sitio de Covadonga y caballero del Toisón de Oro. Fue padre de Luis y Alejandro Pidal y Mon y abuelo de Pedro Pidal, Maravillas de Jesús y Juan, Luis y Ramón Menéndez Pidal.

## Biografía
Hijo de José Pidal y Antonia Carniado, ambos nobles pero de escasos recursos económicos, nació en la ciudad asturiana de Villaviciosa el 25 de noviembre de 1799 y no en 1800, como es habitual ver. Estudió jurisprudencia en la Universidad de Oviedo, en cuyo claustro se doctoraría más tarde. Con el alzamiento liberal de Rafael del Riego en 1820, se unió a la Compañía Literaria con otros profesores de su universidad. Contribuyó a fundar El Ciudadano (Oviedo, 1820), periódico del que también fue redactor, y al año siguiente dirigió El Aristarco (Oviedo, 1821). En 1822 se licenció en ambos derechos y marchó a Madrid para trabajar como pasante en el famoso bufete del abogado Cambronero y, aparte de ser redactor de El Espectador en Madrid, participó en el recién fundado Ateneo. Liberal, siguió al gobierno a Cádiz en 1823 cuando invadieron España los Cien mil hijos de San Luis; no pudo volver a Oviedo por no haber sido purificado, como se decía entonces, y solo pudo regularizar su situación en 1828 (había sido condenado a ocho años de presidio por ser miembro de la Compañía Literaria).

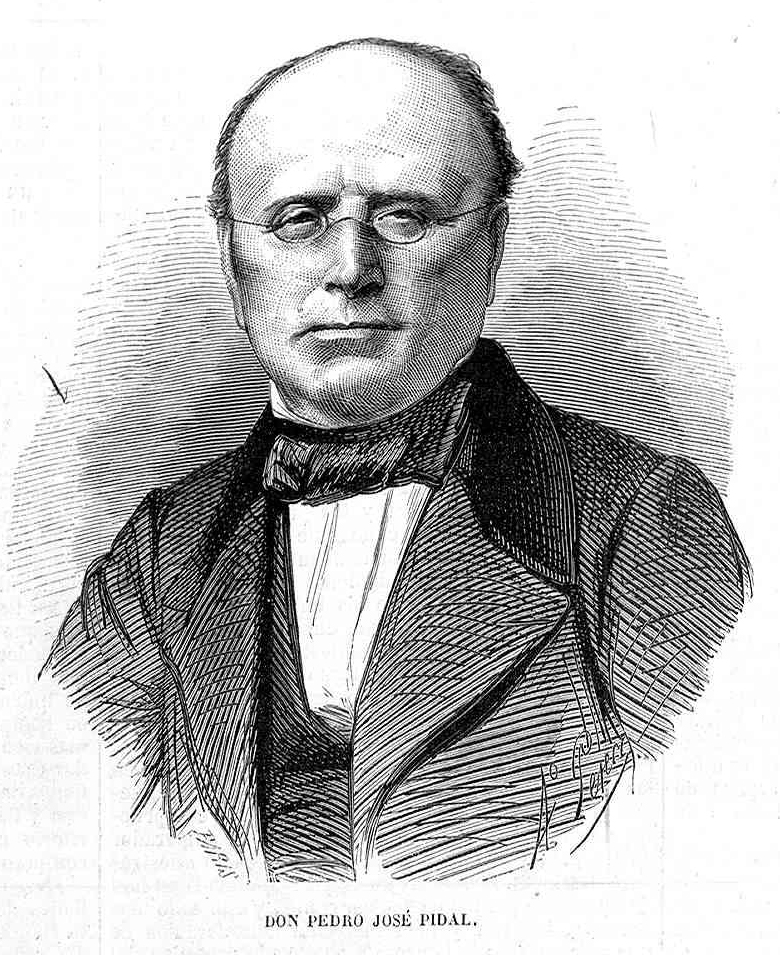
Don Pedro José Pidal, grabado publicado en El Museo Universal en 1866.

Tras la muerte de Fernando VII en 1833 pudo volver a ocupar cargos administrativos en el estado: en 1834 fue designado alcalde mayor de la localidad asturiana de Cangas de Tineo, actual Cangas de Narcea, y, poco después lo nombraron juez de Villafranca del Bierzo y de Lugo. En 1837 obtuvo el cargo de oidor en la Audiencia de Pamplona y, en 1838, el de fiscal togado del Tribunal Mayor de Cuentas, por lo que se trasladó a Madrid también como diputado a Cortes por Asturias. Dirigió junto a Ignacio Gironella la Revista de Madrid y colaboró en El Espectador y las Crónicas políticas desde 1841. Se casó con Manuela Mon y Menéndez y tuvo con ella tres hijos: 
- Luis Pidal y Mon (1842-1913), II marqués de Pidal,
- Alejandro Pidal y Mon (1846–1913),
- Ramona Pidal y Mon (circa 1848-1896).

Dio nombre al Plan Pidal mediante Real Decreto de  17 de septiembre de 1845: «La enseñanza de la juventud no es una mercancía que pueda dejarse entregada a la codicia de los especuladores, ni debe equipararse a las demás industrias en que domine sólo el interés privado»; aunque también intervinieron en su confección otras personalidades, como Antonio Gil y Zárate; este plan es el precedente más importante de la decisiva reforma educativa conocida como Ley Moyano de 1857. En 1844 fue nombrado ministro de la Gobernación por el general Ramón Narváez, cargo que dejó en 1847 para volver en 1848 como ministro de Estado. Presidió el Congreso de los Diputados y acompañó a Narváez también en 1856. En 1857 fue nombrado embajador ante el Papa y también ocupó la presidencia de la Real Academia matritense de Jurisprudencia y Legislación. Paralítico desde 1859 y senador vitalicio, recibió la condecoración más importante de la monarquía española, el Toisón de Oro, en 1864 y falleció en Madrid el 28 de diciembre de 1865; está enterrado en la Colegiata de Covadonga.
Académico de la Real Academia Española y decimocuarto director de la Real Academia de la Historia, fundó la Revista de Madrid (1838-1845), sostuvo la paternidad de Juan de Valdés sobre el Diálogo de la lengua en artículo inserto en Revista Hispanoamericana (1848). Bajo el título Colección de poesías castellanas anteriores al siglo XV (1841) editó la Disputa del alma y el cuerpo, Vida de Santa María Egipciaca, Libro de Apolonio y Adoración de los Reyes Magos. También editó el Cancionero de Baena (1851) con un importante prólogo, "De la poesía castellana en el siglo XIV". Es autor de una Historia de las alteraciones de Aragón en el reinado de Felipe II (1862-1863). Parte de sus trabajos se hallan recogidos en los póstumos Estudios literarios (1890-1896) en dos volúmenes, que acoge también algunos apuntes autobiográficos. Dejó al morir una importante biblioteca, en la que figuraba el códice del Cantar de Mío Cid.
Ostentó los títulos de Gentilhombre de Su Majestad, Caballero de la insigne Orden del Toisón de Oro, Gran cruz de Carlos III, de la de San Fernando y del Mérito de Nápoles, de la Pontificia de Pío IX, de la del León Neerlandés, de las de Cristo y Villaviciosa de Portugal, de la de Leopoldo de Bélgica, de la de San Mauricio y San Lázaro de Cerdeña, de la de San Alejandro de Rusia, de la de la Legión de Honor de Francia, de la de Leopoldo de Austria, de la de Nischam Iftijar de Turquía, de la del Sol y el León de Persia.

## Obras
- Ocios de mi edad juvenil, Oviedo, 1818.
- Edición del Cancionero de Baena (1851)
- Colección de poesías castellanas anteriores al siglo XV (1841)
- Historia de las alteraciones de Aragón en el reinado de Felipe II (1862-1863)
- Estudios literarios (1890-1896), 2 vols.
- Philippe II, Antonio Pérez et le royaume d'Aragon, 1867.
- Alegación histórico-jurídica en el pleito entre el Excmo. Sr. Marqués de Bélgida, conde de la Gomera, y el señor Fiscal del Tribunal Supremo de Justicia, sobre incorporación a la Corona de las Islas de la Gomera, Hierro, Lanzarote y Fuerte–Ventura, sitas en las Canarias
- Colección de documentos inéditos para la Historia de España (tomos 25 al 47).

| Predecesor: - | Real Academia de la Historia. Medalla 11 1847 - 1865     | Sucesor: Francisco Fernández y González |
| Predecesor: - | Académico de la Real Academia Española Silla g 1847-1865 | Sucesor: Antonio Aparisi Guijarro       |